# John Hutchinson (futbolista)
John Paul Hutchinson (nacido el 29 de diciembre de 1979), jugador y técnico máltes de origen australiano. Jugó como centrocampista en Eastern Pride, Northern Spirit, Manly United, Central Coast Mariners y Chengdu Blades. Llegó a ser capitán en Central Coast Mariners.
Hutchinson nació en Morwell, Victoria y se hizo técnico en los Gippsland Falcons en la National Soccer League en 1997. Hutchinson jugó en el Northern Spirit y Manly United para posteriormente jugar en Central Coast Mariners en 2005. Hutchinson es el jugador más limitado de los Mariners. También fue prestado por un tiempo al club chino Chengdu Blades.
Hutchinson jugó 11 partidos con la Selección de fútbol de Malta.

## Carrera temprana
Hutchinson nació en Morwell, y jugó a la edad de 13 años en el Morwell Pegasus, que competía en la Gippsland Soccer League. El tiene ascendencia maltesa por parte de sus abuelas.

## Carrera deportiva

### Gippsland Falcons (Eastern Pride)
Hutchinson es uno de los prospectos más elogiados para emerger de la configuración juvenil de los Gippsland Falcons. John firmó con Falcons cuando era joven por el entrenador Harry Bingham. Hizo su debut en la National Soccer League para el club en febrero de 1997, como sustituto en una derrota ante Marconi Stallions Football Club. El 2 de enero de 2000 marcó su primer gol en la liga, el primer partido en un empate 1–1 con Adelaide City.
A pesar del éxito limitado de las temporadas finales de los Falcons (rebautizado Eastern Pride), Hutchinson recibió críticas positivas por sus actuaciones para el club a una edad temprana.

### North Spirit
En junio de 2001, Hutchinson se mudó al equipo Northern Spirit de la National Soccer League con sede en Sídney luego de la disolución del Orgullo Oriental.
Hutchinson fue uno de los varios jugadores no remunerados durante el declive financiero del Spirit, y finalmente se quedó sin club cuando el club se retiró en 2004.

### Manly United
Hutchinson luego jugó para Manly United en la NSW Premier League, donde fue capitán del club.

### Central Coast Mariners
Hutchinson hizo su debut competitivo para los Marineros en la competencia clasificatoria para el Campeonato de Clubes de Oceanía 2005, llegando a medio tiempo contra Newcastle Jets en un partido que los Mariners finalmente ganaron en una tanda de penales. Hutchinson llegó en los minutos finales de la final de la Copa de Desafío de pretemporada A-League 2005 contra Perth Glory cuando los Marineros ganaron su primera pieza de plata en agosto de 2005. También fue un sustituto de último minuto en su debut en la A-League, nuevamente una victoria por 1-0 sobre Perth en el que fue el segundo partido de la A-League. Su primer gol de los Marineros fue una derrota por 5-1 ante el Sydney FC el 5 de noviembre de 2005. Alrededor de este tiempo, Hutchinson comenzó a ser utilizado como delantero, un papel que lo vio anotar seis goles en seis juegos, incluido un refuerzo contra Newcastle Jets en el derbi F3. La temporada de Hutchinson terminó prematuramente después de sufrir una lesión en un partido contra el Sydney FC.
Hutchinson entró en tiempo extra en la final de la Copa de Desafío de Pretemporada A-League 2006 contra Adelaide United y convirtió su penalización en la derrota 5–4 en un tiroteo penal. El único gol de Hutchinson en la temporada 2006-07 fue el primero de los Marineros en la Liga A 2006-07, el primer gol en un empate a 1 con Newcastle Jets.
Después de recuperarse de una lesión en la rodilla, Hutchinson se convirtió en un jugador clave para los Marineros de la Costa Central, jugando en el centro del campo con jugadores como Mile Jedinak y Tom Pondeljak en la Versión 3 de la A-League. Esta forma lo llevó a ser nombrado uno de los jugadores más influyentes en la A-League. El 28 de octubre de 2007, Hutchinson anotó un doble contra el Sydney FC, con dos golpes a ambos pies desde fuera del área, pero no pudo evitar que los Marineros sufrieran una derrota por 3-2. Los Marineros ganaron la Premier League de 2007-08, y estuvieron a un juego del Campeonato, perdiendo ante los Jets en la Gran Final de la A-League 2008, con Hutchinson jugando un partido completo.
Hutchinson jugó su partido número 100 de la A-League en agosto de 2009, un empate 1–1 contra Newcastle Jets, convirtiéndose en el segundo Mariner en lograr este hito después de Alex Wilkinson.
En 2011, Hutchinson fue prestado al equipo chino de la Superliga Chengdu Blades, bajo el exentrenador de los Marineros Lawrie McKinna y junto al compañero Mariner Adam Kwasnik. Hutchinson anotó su primer gol para el equipo en un empate a dos con Changchun Yatai el 31 de julio de 2011, habiendo debutado tres semanas antes en una derrota ante Shandong Luneng.
Hutchinson entró como sustituto de Mustafa Amini en la Gran Final de la A-League 2011 y anotó un penal en el tiroteo, pero no fue suficiente ya que los Marineros perdieron 4-2.
Hutchinson fue parte del equipo de los Marineros que ganó la Premier League 2011-12 de la Liga A.
Hutchinson ha desempeñado recientemente un papel importante en el sólido desempeño de la Liga A de los Marineros de la Costa Central en los últimos años y fue nombrado capitán del club después de que el capitán de servicio largo Alex Wilkinson dejó el club antes de la temporada 2012-2013. Capitaneó el equipo en su primer Campeonato de la A-League, venciendo a Western Sydney en la Gran Final de la A-League 2013.
Hutchinson jugó su partido número 200 de la A-League el 5 de abril de 2014, una derrota ante Perth.
La temporada 2014-15 es la décima de Hutchinson con los Marineros. En noviembre de 2014, Hutchinson marcó un gol en el minuto 94 desde fuera del área para asegurar un empate a 2 para los Marineros con Melbourne City, rompiendo una racha de cuatro derrotas consecutivas. Hutchinson concluyó su carrera profesional de 10 años con una derrota por 3-1 ante Melbourne Victory en la ronda final de la temporada 2014/15 de la A-League, coronando su aparición en la liga 226 para la Costa Central. El 23 de mayo se celebró un encuentro testimonial para concluir la carrera de John, que atrajo a una multitud de más de dos mil personas para ver "Hutch's XI" contra los Marineros. El partido arrojó 17 goles, con "Hutch's XI" anotando una docena de ellos para ganar el partido 12–5.
Actualmente es el jugador con más partidos de Central Coast Mariners, con más de 200 apariciones para el equipo de Gosford.

## Carrera internacional

### Australia
Después de una fuerte temporada 2007-2008 de la A-League, Hutchinson fue convocado a un equipo de entrenamiento de Socceroos para jugadores de la A-League por Pim Verbeek a principios de 2008. Apareció para el bando en un partido de entrenamiento contra los Olyroos, como sustituto en una derrota por 2-1.

### Malta
Debido a su ascendencia maltesa (un cuarto de maltesa), recibió una llamada del entrenador Dušan Fitzel, e hizo su debut internacional con Malta en un partido de exhibición contra la República Checa, donde fue empleado en el centro del campo durante todo el juego. El 10 de junio de 2009, John Hutchinson jugó su primer partido competitivo completo para Malta en la derrota clasificatoria para la Copa Mundial 2010 ante Suecia en el Estadio Ullevi en Gotemburgo, enfrentando a jugadores como Zlatan Ibrahimović. El mejor resultado de Hutchinson con el equipo llegó en un empate 1–1 en casa contra Georgia. Las oportunidades de Hutchinson para jugar a nivel internacional a veces estaban limitadas por los compromisos del club y el considerable viaje involucrado en volar entre Australia y Europa para los juegos. Hutchinson hizo once apariciones para Malta.

## Carrera de técnico
De 2015 a 2016, Hutchinson se desempeñó como entrenador asistente en los Marineros, antes de separarse en agosto de 2016. El 1 de marzo de 2017, Hutchinson fue nombrado entrenador asistente del Seattle Sounders FC 2. El 30 de enero de 2018, Hutchinson fue nombrado entrenador en jefe para S2. El 23 de enero de 2019, S2 anunció que saldría del club para regresar al entrenador en Australia. El mismo día, fue anunciado como el asistente del gerente de Western United FC.
Estadísticas de la carrera
Club
| Club                           | Temporada | Liga                   | Liga     | Liga  | Copa     | Copa  | Continental | Continental | Total    | Total | Total |
| Club                           | Temporada | División               | Partidos | Goles | Partidos | Goles | Partidos    | Goles       | Partidos | Goles | Prom. |
| ------------------------------ | --------- | ---------------------- | -------- | ----- | -------- | ----- | ----------- | ----------- | -------- | ----- | ----- |
| Eastern Pride                  | 1996-97   | National Soccer League | 4        | 0     | 0        | 0     | 0           | 0           | 4        | 0     | 0     |
| Eastern Pride                  | 1997-98   | National Soccer League | 9        | 0     | 0        | 0     | 0           | 0           | 9        | 0     | 0     |
| Eastern Pride                  | 1998-99   | National Soccer League | 21       | 0     | 0        | 0     | 0           | 0           | 21       | 0     | 0     |
| Eastern Pride                  | 1999-00   | National Soccer League | 31       | 2     | 0        | 0     | 0           | 0           | 31       | 2     | 0.06  |
| Eastern Pride                  | 2000-01   | National Soccer League | 24       | 5     | 0        | 0     | 0           | 0           | 24       | 5     | 0.2   |
| Eastern Pride                  | Total     | Total                  | 89       | 7     | 0        | 0     | 0           | 0           | 89       | 7     | 0.07  |
| Northern Spirit                | 2001-02   | National Soccer League | 21       | 3     | 0        | 0     | 0           | 0           | 21       | 3     | 0.14  |
| Northern Spirit                | 2002-03   | National Soccer League | 33       | 7     | 0        | 0     | 0           | 0           | 33       | 7     | 0.21  |
| Northern Spirit                | 2003-04   | National Soccer League | 23       | 2     | 0        | 0     | 0           | 0           | 23       | 2     | 0.08  |
| Northern Spirit                | Total     | Total                  | 77       | 12    | 0        | 0     | 0           | 0           | 77       | 12    | 0.15  |
| Manly United                   | 2004      | NSW Super League       | 25       | 4     | 0        | 0     | 0           | 0           | 25       | 4     | 0.16  |
| Central Coast Mariners         | 2005-06   | A-League               | 17       | 6     | 4        | 0     | 0           | 0           | 21       | 6     | 0.28  |
| Central Coast Mariners         | 2006-07   | A-League               | 16       | 1     | 1        | 0     | 0           | 0           | 17       | 1     | 0.05  |
| Central Coast Mariners         | 2007-08   | A-League               | 22       | 3     | 4        | 0     | 0           | 0           | 26       | 3     | 0.11  |
| Central Coast Mariners         | 2008-09   | A-League               | 22       | 2     | 3        | 0     | 6           | 0           | 31       | 2     | 0.06  |
| Central Coast Mariners         | 2009-10   | A-League               | 23       | 3     | 0        | 0     | 0           | 0           | 23       | 3     | 0.13  |
| Central Coast Mariners         | 2010-11   | A-League               | 26       | 1     | 0        | 0     | 0           | 0           | 26       | 1     | 0.03  |
| Central Coast Mariners         | 2011-12   | A-League               | 22       | 0     | 0        | 0     | 6           | 0           | 28       | 0     | 0     |
| Central Coast Mariners         | 2012-13   | A-League               | 27       | 1     | 0        | 0     | 6           | 0           | 33       | 1     | 0.03  |
| Central Coast Mariners         | 2013-14   | A-League               | 27       | 0     | 0        | 0     | 6           | 0           | 33       | 0     | 0     |
| Central Coast Mariners         | 2014-15   | A-League               | 26       | 1     | 4        | 0     | 0           | 0           | 30       | 1     | 0.03  |
| Central Coast Mariners         | Total     | Total                  | 228      | 18    | 16       | 0     | 24          | 0           | 268      | 18    | 0.06  |
| Chengdu Blades F.C. (préstamo) | 2011      | Superliga de China     | 14       | 3     | 0        | 0     | 0           | 0           | 14       | 3     | 0.21  |
| Total                          | Total     | Total                  | 433      | 44    | 16       | 0     | 24          | 0           | 473      | 44    | 0.09  |

Internacional
| Año   | Partidos | Goles | Prom. |
| ----- | -------- | ----- | ----- |
| 2009  | 4        | 0     | 0     |
| 2010  | 1        | 0     | 0     |
| 2011  | 6        | 0     | 0     |
| Total | 11       | 0     | 0     |

## Honores

### Club
Manly United
- NSW Super League: 2004

Central Coast Mariners
- A-League Championship: 2012–13
- A-League Premiership: 2006–07, 2011–12
- A-League Pre-Season Challenge Cup: 2005

### Records
- Más apariciones con Central Coast Mariners: 271 juegos